# Xerocrassa gharlapsi
Espèce
Synonymes
- Xerocrassa (Xeroclausa) gharlapsi (Beckmann, 1987)[1]

Répartition géographique
Statut de conservation UICN

 VU D2 : Vulnérable
Xerocrassa gharlapsi est une espèce de petits escargots terrestres de la famille des Hygromiidae. Elle est endémique de l'archipel maltais.

## Découverte
L'espèce Xerocrassa gharlapsi est décrite en 1987 par Karl-Heinz Beckmann (d) à partir d'exemplaires recueillis près du port de Għar Lapsi (en) (d'où le nom) près de Qrendi dans le Sud de l'île de Malte.

## Morphologie
La cuticule est blanchâtre ou jaune grisâtre avec des bandes ou des taches brunes sur les premiers tours. La forme de la coquille est très plate, avec une ouverture très large, mesurant un quart du diamètre. Le diamètre de la coquille mesure entre 12 et 14 mm, l'épaisseur a été mesurée entre 4,6 et 4,9 mm. L'animal est gris-jaunâtre, avec un manteau noirâtre.

## Habitat
Ce mollusque est observé sur les côtes de Malte et de Gozo, encaissé dans des fissures et des crevasses profondes de la roche calcaire associée à une végétation arbustive typique de la Méditerranée.